# Muggia
Muggia é uma comuna italiana da região do Friuli-Venezia Giulia, província de Trieste, com cerca de 13.299 habitantes. Estende-se por uma área de 13 km², tendo uma densidade populacional de 1023 hab/km². Faz fronteira com San Dorligo della Valle, Trieste.

## Demografia
| Variação demográfica do município entre 1861 e 2011                               |
|                                                                                   |
| Fonte: Istituto Nazionale di Statistica (ISTAT) - Elaboração gráfica da Wikipedia |